# 红鳍鲌
红鳍鲌（学名：Chanodichthys erythropterus），俗名曲腰魚、翹嘴巴、白魚、總統魚，为鯝科红鰭鲌属的其中一種。

## 分布
本魚分布于俄罗斯遠東地區、朝鲜半島、越南、中国、蒙古、台灣等，常见于江河湖泊干流。该物种的模式产地在华北。

## 深度
水深三至二十公尺。

## 特徵
本魚體側扁且延長，背部略隆起，口上位，口裂與身體垂直，下頷上翹且略突出，眼中等大。鱗片小易脫落，側線完全，側線鱗63-69枚，背鰭末根鰭條變硬，胸鰭尖，末端延伸至腹鰭起點，魚體背部青灰色、腹部銀白色，尾鰭叉形；成熟時胸鰭、腹鰭和臀鰭呈淺黃色，體長可達102公分。

## 生態
本魚為初級淡水魚，喜棲息於緩流湖泊、水庫中，游泳能力佳且攻擊性強。屬肉食性，以小魚蝦及水生昆蟲等為食。繁殖期在6至7月，成長迅速。

## 經濟利用
食用魚，为经济鱼类，目前已有商業養殖。
产于太湖流域的白鱼一年四季均可捕獲，很早時就被視為貢品，《吳郡志》載：“白魚出太湖者勝，民得採之，隋時入貢洛陽”。太湖中出产的白鱼与银鱼、白虾合称太湖三白。

## 文化
“白魚赤烏”自古被視為祥瑞。《史記·周本紀》：“武王渡河，中流，白魚躍入王舟中，武王俯取以祭。既渡，有火自上複於下，至於王屋，流為烏，其色赤，其聲魄雲。”
清蒸白鱼是苏帮菜中的一道名菜。

## 延伸阅读
[在维基数据编辑]
 《欽定古今圖書集成·博物彙編·禽蟲典·白魚部》，出自陈梦雷《古今圖書集成》

## 扩展阅读
- 維基物種上的相關：红鳍原鲌
- . 遠流出版社. 2003年.
- 台灣魚類資料庫 （页面存档备份，存于）